# Франц Еккард фон Бентівіньї
Франц Еккард фон Бентівіньї (нім. Franz Eccard von Bentivegni; 18 липня 1896, Потсдам — 4 квітня 1958, Вісбаден) — німецький воєначальник, один з керівників військової розвідки, генерал-лейтенант вермахту.

## Біографія
Син оберстлейтенанта Прусської армії, який загинув в 1915 році. 22 липня 1915 року добровольцем пішов на фронт. 11 травня 1916 року отримав звання лейтенанта 2-го гвардійського артилерійського полку. Після демобілізації залишений в рейхсвері. В 1931 році закінчив секретні курси Генштабу. З 1936 року — начальник відділу розвідки штабу 12-го військового округу. В 1938 недовго служив в оперативному відділі штабу 26-ї піхотної дивізії. З 1 березня 1939 року — начальник 3-го відділу Абверу, в функції якого входила організація контррозвідки в армії і військових установах, збір даних про роботу іноземних розвідок і контакт з гестапо. Після включення абверу до складу Головного управління імперської безпеки як Військового управління, призначений заступником начальника управління. З 15 березня по 20 квітня 1944 року — командир 10-ї навчальної, з 18 травня — 170-ї, з 10 липня — 81-ї піхотної дивізії. Дивізія була розгромлена в складі групи армій «Курляндія», а сам Бентівіньї 8 травня 1945 року був взятий в полон радянськими військами. Утримувався в Бутирській в'язниці і у Владимирському таборі. 9 лютого 1952 року військовим трибуналом військ МВС Московського округу засуджений до 25 років тюремного ув'язнення. 9 жовтня 1955 року переданий владі ФРН і звільнений.

## Звання
- Фанен-юнкер (22 липня 1915)
- Фанен-юнкер-єфрейтор (13 жовтня 1915)
- Фанен-юнкер-унтерофіцер (13 листопада 1915)
- Фенріх (31 січня 1916)
- Лейтенант (11 травня 1916)
- Оберлейтенант (31 липня 1925)
- Гауптман (1 грудня 1932)
- Майор (1 квітня 1936)
- Оберстлейтенант (1 квітня 1939)
- Оберст (1 червня 1941)
- Генерал-майор (1 серпня 1944)
- Генерал-лейтенант (30 січня 1945)

## Нагороди
- Залізний хрест 2-го і 1-го класу
- Нагрудний знак «За поранення» в чорному
- Почесний хрест ветерана війни з мечами
- Медаль «За вислугу років у Вермахті» 4-го, 3-го, 2-го і 1-го класу (25 років)[3]
- Медаль «У пам'ять 1 жовтня 1938» із застібкою «Празький град»
- Застібка до Залізного хреста 2-го і 1-го класу
- Орден Зірки Румунії, командорський хрест (1941)
- Орден Корони Італії, командорський хрест (1941)
- Орден Хреста Свободи 2-го класу з мечами (Фінляндія; 1942)
- Орден «Святий Олександр», командорський хрест (Третє Болгарське царство; 1942)
- Двічі відзначений у Вермахтберіхт (8 і 18 серпня 1944)[3]